# Richard Christopher Carrington
Richard Christopher Carrington (26 de mayo de 1826 - 27 de noviembre de 1875) fue un astrónomo aficionado inglés que descubrió la rotación diferencial del Sol mediante observaciones de las manchas solares en 1863.

## Vida y obra

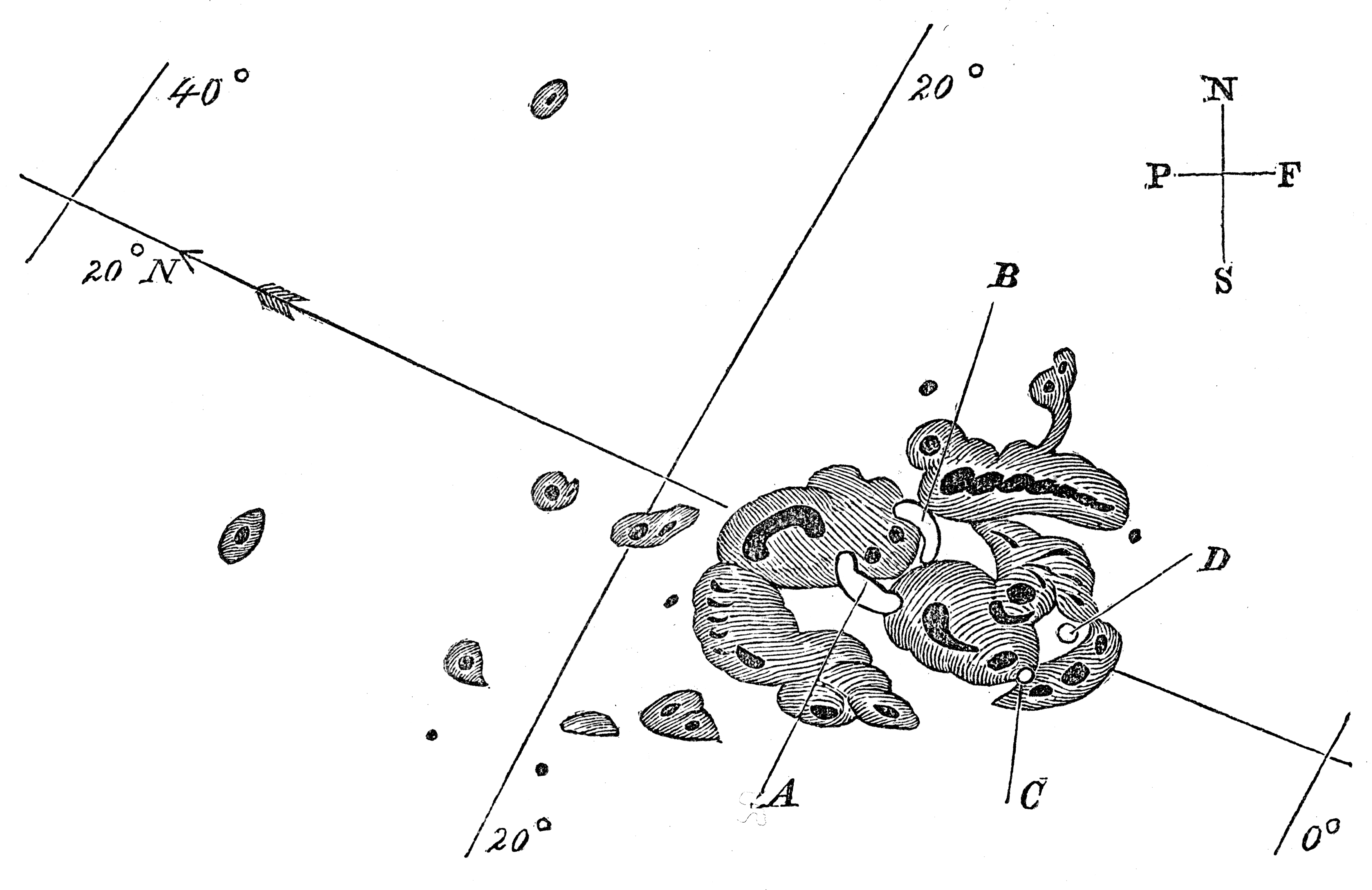
Manchas solares el 1 de septiembre de 1859 dibujadas por Richard Carrington

En 1859 Carrington y Richard Hodgson, otro aficionado británico, observaron de forma independiente y por primera vez una erupción solar. Debido a un "pico" simultáneo registrado en el magnetómetro del Real Jardín Botánico de Kew y a una tormenta geomagnética detectada al día siguiente, Carrington sospechó la existencia de una conexión de la actividad magnética solar-terrestre. Incluso aunque Carrington no descubriera el ciclo de actividad de las manchas solares de 11 años, las observaciones de la actividad de estas manchas que realizó tras saber de los trabajos de Heinrich Schwabe llevaron a que la numeración de los ciclos se haga con su nombre. Por ejemplo, el máximo de manchas de 2002 fue el Ciclo de Carrington número 23.
Carrington determinó también los elementos del eje de rotación del Sol, basándose en los movimientos de las manchas solares, y sus resultados siguen en uso en el siglo XXI. En 1990, la sonda Ulysses fue lanzada para estudiar el viento solar desde las altas latitudes solares, complementando todas las observaciones anteriores, que se habían realizado en o cerca del plano de la eclíptica del Sistema Solar.
George Fitzgerald sugirió más tarde que la tormenta estaba regularmente acelerada desde el Sol y que llega a la Tierra después de varios días.
Carrington realizó las observaciones iniciales que llevaron al establecimiento de la ley de Spörer. También sugirió el flujo continuo de partículas que se dirigen hacia el exterior del Sol. Es lo que luego se denominó viento solar.
Ganó la medalla de oro de la Real Sociedad Astronómica en 1859.
Falleció en 1875, a los 49 años de edad, debido a una hemorragia cerebral después de que su esposa muriera ese mismo año.

## Reconocimientos
- El cráter lunar Carrington lleva este nombre en su honor.